# 多伯廷
多伯廷（德語：Dobbertin）是德国梅克伦堡-前波美拉尼亚州的市镇，隶属于路德维希斯卢斯特-帕尔希姆县，总面积为59.25平方千米，截至2020年总人口为1104人。